# Sándor Hegedüs

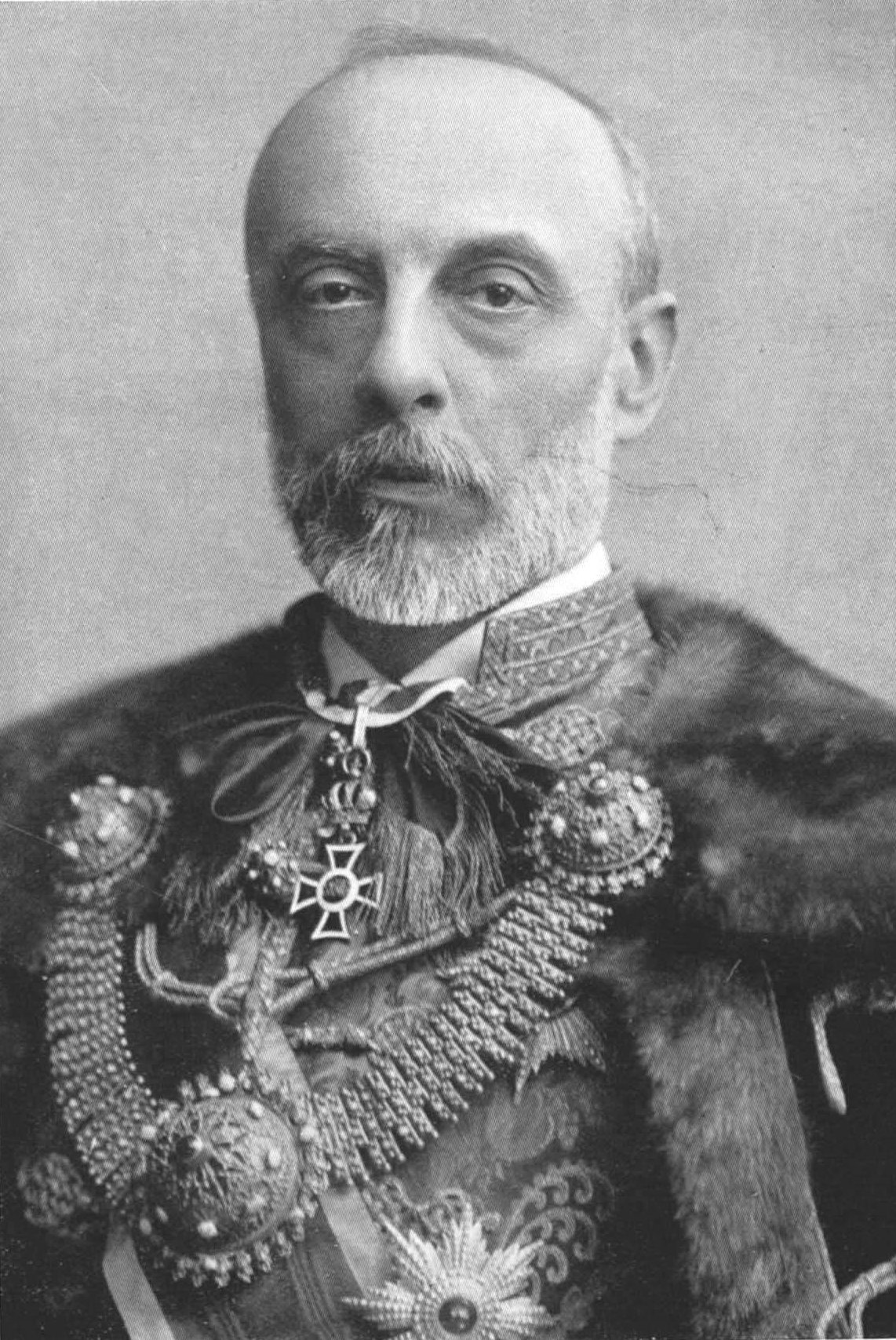
Sándor Hegedüs

Sándor Hegedüs de Magyarzsákod (Kolozsvár, 22 april 1847 - Boedapest, 28 december 1906) was een Hongaars politicus en minister.

## Biografie
Hegedüs had rechten en economie gestudeerd. Aanvankelijk was hij werkzaam als journalist en later hoofdredacteur. Van 1875 tot 1905 was hij lid van het Huis van Afgevaardigden voor de Liberale Partij. Van februari 1899 tot maart 1902 was hij handelsminister in de regering-Széll. In 1905 werd hij lid van het Magnatenhuis, het hogerhuis van de Hongaarse Rijksdag.
In 1871 trouwde hij met Jolán Jókay, een nichtje van Mór Jókai. Hij was lid van de Hongaarse Academie van Wetenschappen.